# Derwent Coleridge
Derwent Coleridge (Keswick, 14 settembre 1800 – Torquay, 28 marzo 1883) è stato uno scrittore e presbitero britannico, terzo figlio di Samuel Taylor Coleridge.